# Заиченко, Михаил Михайлович
Михаил Михайлович Заиченко (род. 1951) — советский и российский железнодорожник, начальник Дальневосточной железной дороги (2005—2015). Почётный гражданин города Хабаровска.

## Биография
Родился 24 сентября 1951 года в Сталинграде (ныне Волгоград) в семье военнослужащего. В 1957 году переехал с семьёй в Хабаровск.
В 1969 году, после окончания средней школы поступил в Хабаровский институт инженеров железнодорожного транспорта на специальность «Эксплуатация железных дорог». Окончив институт в 1974 году, начал работать на станции Хабаровск II: занимал должности дежурного по парку, дежурного по горке, дежурного по станции, начальника производственно-технического отдела, заместителя начальника станции, главного инженера. В 1986 году был назначен начальником станции Хабаровск-II.
С 1989 года работал заместителем, затем — первым заместителем начальника, а с 1990 по 1999 годы — начальником Хабаровского отделения Дальневосточной железной дороги (ДВЖД). В 1999 году стал заместителем начальника пассажирской службы ДВЖД, в 2002 году — начальником Сахалинской железной дороги.
В марте 2005 года приказом президента ОАО «РЖД» назначен на должность начальника ДВЖД. При Заиченко грузооборот магистрали существенно вырос: с 2003 года, когда было учреждено ОАО РЖД, дорога в границах Дальневосточного региона нарастила перевозки грузов в 2,3 раза. В развитие инфраструктуры инвестировано 260,4 млрд руб., что позволило усилить подходы к морским терминалам и увеличить экспорт. Среди других его достижений на посту руководителя железной дороги — реконструкция вокзального комплекса станции Хабаровск I с целью возвращения ему исторического облика (2006) и сооружение второй очереди Хабаровского моста (2005—2009). Среди неудач Заиченко — многочисленные аварии на железнодорожных путях, а также затянувшаяся реконструкция подземного перехода станции Хабаровск I, начавшаяся в 2009 году и завершённая (после неоднократных переносов сроков сдачи объекта).
В августе 2007 года, в преддверии 150-летия Хабаровска, ДВЖД провела реконструкция стадиона «Локомотив», расположенного на жилмассиве станции Хабаровск II. В 2005 году, к 60-летию Победы в Великой Отечественной войне 1941—1945 гг. по инициативе М. М. Заиченко был реконструирован Мемориал Славы памяти героев-железнодорожников, очищена парковая зона вокруг Мемориала, проложены пешеходные дорожки, совместно с ветеранами и школьниками посажена Аллея Славы, в закладке которой он лично принял участие.
В 1985 году М. М. Заиченко был избран в Совет народных депутатов Железнодорожного района Хабаровска, а в 2010 году — депутатом Законодательной Думы Хабаровского края пятого созыва. Является действительным членом Всемирной академии наук комплексной безопасности, председателем Общественной палаты при полномочном представителе Президента Российской Федерации в Дальневосточном федеральном округе. Член партии «Единая Россия».
Считался человеком Владимира Якунина. В октябре 2015 года, вскоре после отставки Якунина с поста президента РЖД, ушёл на пенсию.

## Награды
- Орден Дружбы (12 апреля 2023) — за активную общественную деятельность[5]

- Орден Почёта (21 декабря 2011) — за большой вклад в развитие железнодорожного транспорта и достигнутые трудовые успехи[6]
- Медаль «За развитие железных дорог» (22 октября 2007) — за большой вклад в развитие железнодорожного транспорта и достигнутые трудовые успехи[7]
- Юбилейная медаль «100 лет Транссибирской магистрали»
- Почётная грамота Президента Российской Федерации (30 апреля 2014) — за достигнутые трудовые успехи, значительный вклад в социально-экономическое развитие Российской Федерации, заслуги в гуманитарной сфере, многолетнюю добросовестную работу и активную общественную деятельность[8]
- Медаль «За укрепление государственной системы защиты информации» II степени
- Орден Святого благоверного князя Даниила Московского
- Почётный железнодорожник
- Премия имени Якова Дьяченко
- Почётный гражданин Хабаровска (26 мая 2009)[9]
- Именные часы от министра путей сообщения